# Sebastian Prödl
Sebastian Prödl (Graz, 1987. június 21. –) osztrák válogatott labdarúgó, posztját tekintve hátvéd, utolsó klubja az olasz Udinese volt.